# Cry for a Shadow
Cry for a Shadow è un brano musicale dei Beatles. Rappresenta la prima composizione del gruppo registrata per un disco. Il pezzo, composto da John Lennon e George Harrison, venne registrato durante le sedute dell'album My Bonnie di Tony Sheridan. È l'unica canzone firmata Lennon-Harrison.

## Storia
John Lennon stava suonando la sua nuova chitarra Rickenbacker, e George Harrison si avvicinò e improvvisarono, fino a quando non nacque Cry for a Shadow. Probabili ispirazioni per il pezzo sono Apache di Cliff Richard & the Shadows, The Third Man Theme di Harry Lime, Three Thirty Blues di Duane Eddy, tutti e tre del 1961. Questo brano non era l'unico strumentale composto dai Beatles: altri titoli sono Hot as Sun, Winston's Walk e Looking Glass; inoltre, nell'album Magical Mystery Tour del 1967, è stata inclusa una nuova composizione dello stesso genere, Flying. 
Il brano apparve nelle scalette dei Beatles. I quattro, nel giugno 1961, registrarono in una scuola di Amburgo un disco, in seguito intitolato My Bonnie, come gruppo di accompagnamento del cantante e chitarrista britannico Tony Sheridan. Sebbene il gruppo avesse registrato da sole Cry for a Shadow e Ain't She Sweet, originariamente non vennero accreditati. Questi pezzi non apparvero nella prima edizione dell'LP, ma solamente nelle versioni successive; sia negli USA che nel Regno Unito, lo strumentale apparve su un singolo, con sul lato B Why di Sheridan, nel 1964. Il disco arrivò all'88ª posizione di Billboard Hot 100, ma in patria non entrò in classifica. Il 45 giri era stato pubblicato dalla Polydor Records con il numero di serie NH 52275.

## Formazione
- George Harrison: chitarra solista
- John Lennon: chitarra ritmica, urla
- Paul McCartney: basso elettrico, urla
- Pete Best: batteria